# Bjarne Skard
Bjarne Skard, född den 23 december 1896 i Levanger, död den 16 juli 1961, var en norsk teolog, författare och biskop.

## Biografi
Bjarne Skard blev cand.theol. vid Universitetet i Oslo 1922. Han var overlærer vid Stord lærarskule från 1923, sokneprest i Sigdal från 1932, präst vid Sankt Jakobs kyrka i Bergen från 1938 och residerende kapellan i Uranienborgs kyrka i Oslo från 1946.
År 1948 avskildes fylkena Buskerud och Vestfold från Oslo bispedømme, och Tunsberg bispedømme upprättades. Bjarne Skard blev den förste biskopen i det nya stiftet och vigdes till detta ämbete den 20 juni i Tønsbergs domkyrka. Han stannade i ämbetet till 1960, och avled året därpå.
Skard utsågs till hedersdoktor i teologi vid Uppsala universitet 1951.

### Författarskap
Skard skrev både läroböcker, populärhistoriska verk och teologiska arbeten. Han översattes till bland annat engelska, tyska och kinesiska. Hans bok Inkarnasjonen var från början föreläsningar hållna för tyska krigsfångar i Storbritannien under en resa dit 1947. Herdebrevet Dogmet om Kristus översattes till flera språk, och gavs ut på nytt 1977, 16 år efter Skards död.

### Familjerelationer
Barjen Skard var son till skoldirektören och bibelöversättaren Matias Skard. Bland hans syskon finns filologen och idé- och lärdomshistorikern Eiliv Skard, litteraturprofessorn Sigmund Skard och professorn i hortikultur Olav Skard. Han gifte sig 1923 med Marie Ekberg.